# Glenea nivea
Glenea nivea är en skalbaggsart som beskrevs av Conrad Ritsema 1892. Glenea nivea ingår i släktet Glenea och familjen långhorningar. Inga underarter finns listade i Catalogue of Life.